# Callophisma viettei
Callophisma viettei är en fjärilsart som beskrevs av François Louis Nompar de Caumont de Laporte 1975. Callophisma viettei ingår i släktet Callophisma och familjen nattflyn. Inga underarter finns listade i Catalogue of Life.